# エリオット・ペイジ
エリオット・ペイジ（Elliot Page、以前はエレン・ペイジ／Ellen Pageとして活動、1987年2月21日 - ）は、カナダの俳優。
テレビシリーズ『Pit Pony』でキャリアが始まり、その後『トレーラーパークボーイズ』、『リ・ジェネシス バイオ犯罪捜査班』に出演する。活動を映画に移すと『ハードキャンディ』（2005年）への出演を経て『JUNO/ジュノ』（2007年）でブレイクする。他の主な出演映画には『X-MEN:ファイナル ディシジョン』（2006年）、『賢く生きる恋のレシピ』（2008年）、『ローラーガールズ・ダイアリー』（2009年）、『インセプション』（2010年）などがある。
『JUNO/ジュノ』での演技によりアカデミー主演女優賞などにノミネートされた。
2020年12月にトランスジェンダーであることを公表。2021年にはオープンなトランス男性としては史上初めてタイム誌の表紙を飾った。

## 生い立ち
ノバスコシア州ハリファックスで生まれ育つ。グラフィックデザイナーの父デニスと教師の母マルタの間に生まれる。ハリファックス・グラマー・スクールに10学年まで通い、しばらくハリファックス・グラマー・スクール（英語版）で過ごした後、2005年にシャンバラ・スクールを卒業した。またオンタリオ州トロントでヴォーン・ロード・アカデミーのインターアクト・プログラムに2年間参加し、その当時、後に俳優となるマーク・レンドールと友人になった。
幼少時代はアクションフィギュアで遊んだり、木登りをしたりしていた。

## 経歴
4歳の頃に学校の舞台で演技デビューした。初めてカメラの前で演じたのはカナダのテレビ映画『Pit Pony』（1997年）（英語）である（後にテレビシリーズ化）。その後も国内のテレビ映画やドラマシリーズに出演、『トレーラーパークボーイズ』の第2シーズンに出た（2001年）。16歳で『Mouth to Mouth』にキャスティングされ、ヨーロッパで撮影した。
2005年に映画『ハードキャンディ』に出演し、「今年最も複雑な、不穏な、忘れられない演技の一つ」と賞賛された。また2006年には『X-MEN:ファイナル ディシジョン』で少女キティ・プライド（シャドウキャット）を演じ壁を通り抜けられる能力を演じた。
2007年の映画『JUNO/ジュノ』のジュノ役の演技に賞賛が集まり、映画評論家のA・O・スコット（『ニューヨーク・タイムズ』）に「驚くほどの才能」と評され、またロジャー・イーバートは「エレン・ペイジのジュノよりも優れた演技は今年あっただろうか? 私はそうは思わない」と述べた。ペイジはこれにより20以上の賞にノミネートされ、カナディアン・コメディ賞、インディペンデント・スピリット賞、サテライト賞などを受賞した。またアカデミー主演女優賞にもノミネートされ『エディット・ピアフ〜愛の讃歌〜』のマリオン・コティヤールに敗れた。
また2008年には出演映画『賢く生きる恋のレシピ』がサンダンス映画祭でプレミア上映された。これは『JUNO/ジュノ』よりも前に撮影されながら、公開は遅れた作品で、デニス・クエイド演じる大学教授の娘役である。
2008年3月1日に『サタデー・ナイト・ライブ』に出演した。またドリュー・バリモアの監督デビュー作『ローラーガールズ・ダイアリー』に主演し、ジュリエット・ルイス、マーシャ・ゲイ・ハーデン、バリモア、クリステン・ウィグらと共演した。
マイケル・ランダー監督の映画『サイコ リバース』ではキリアン・マーフィー、スーザン・サランドン、ビル・プルマン、ジョシュ・ルーカスと共演した。2009年8月、クリストファー・ノーラン監督の映画『インセプション』の撮影が始まった。この作品ではレオナルド・ディカプリオ、マリオン・コティヤール、ジョゼフ・ゴードン＝レヴィット、渡辺謙らと共演し、2010年7月16日に公開された。また同年公開作には『スーパー!』もある。
2012年4月イタリア公開（アメリカ公開同年7月）のウディ・アレン監督作品『ローマでアモーレ』に出演する。
2013年1月、ブライアン・シンガーは『X-MEN:フューチャー&パスト』でペイジが再びキティ・プライドを演じると発表した。
2023年６月、初の自伝『Page Boy』を出版。
2025年、自伝『Page Boy』日本語版が刊行。

### 声の出演
2009年5月3日、テレビアニメ『ザ・シンプソンズ』第20シーズン「第19話 Waverly Hills 9-0-2-1-D'oh」でアラスカ・ネブラスカの声優を務め、このキャラクターはハンナ・モンタナのパロディである。
2012年6月、クアンティック・ドリームはテレビゲーム『BEYOND: Two Souls』で主人公の声優としてペイジとウィレム・デフォーの配役が発表され、2013年10月に発売された。

### 監督として
2013年2月、ペイジは『Miss Stevens』で監督デビューし、アンナ・ファリスが出演を受諾した。脚本はジュリア・ハートが執筆し、製作陣はゲイリー・ギルバート、ジョーダン・ホロウィッツ、ダグ・ワルドである。

## 私生活
フェミニストとして妊娠中絶に賛成の立場を表明している。2008年にはミャンマーの軍事政権に反対する30人のセレブリティの1人としてオンライン広告に登場した。2014年2月14日、全米最大のLGBT人権団体ヒューマン・ライツ・キャンペーンがラスベガスで開催したカンファレンス「Time to Thrive」に登壇し、自身が（そのときは女性として）ゲイであることをカミングアウトした。2018年にはダンサーで振付師のエマ・ポートナーと結婚。2020年半ばに二人は別れ、2021年に正式に離婚した。
2020年12月1日、自身のSNSでトランスジェンダーであるとカムアウトし、今後はエリオット・ペイジの名前で活動することを発表。当時の配偶者であったエマ・ポートナーは同日、エリオットを「とても誇りに思う」と自身のインスタグラムでコメントした。Netflixは「彼は私たちのヒーローだ！ エリオット、大好き！」とツイート。カナダのジャスティン・トルドー首相をはじめ、数多くの有名人がペイジの発表に好意的なコメントを寄せた。Netflixは同日、ペイジの出演する全作品のクレジットおよびメタデータを書き換えて新しい名前を反映すると発表し、12月8日に作業を完了した。
2021年初頭に『タイム』誌の表紙に登場、トランス男性と自ら公表した人がこの雑誌の表紙を飾った第1号である。同号の特集記事のなかでペイジは自身をクィアでノンバイナリーでもあると語り、カムアウトした時点に乳房切除術の回復期であったとも明かした。手術は「命が救われるような」体験だったという。また9歳の頃から「男の子だと感じていた、男の子になりたかった。いつか男の子になれるかと母親に尋ねていた」と語っている。

## フィルモグラフィ

### 長編映画

#### 劇場公開映画
| 年   | 題名                                                 | 役名                              | 備考                        |
| ---- | ---------------------------------------------------- | --------------------------------- | --------------------------- |
| 2002 | Marion Bridge                                        | ジョアニー                        |                             |
| 2003 | Touch & Go                                           | トリッシュ                        |                             |
| 2003 | Love That Boy                                        | スザンナ                          |                             |
| 2004 | Wilby Wonderful                                      | エミリー・アンダーソン            |                             |
| 2005 | ハードキャンディ Hard Candy                          | ヘイリー・スターク                |                             |
| 2005 | Mouth to Mouth                                       | シェリー                          |                             |
| 2006 | X-MEN:ファイナル ディシジョン X-Men: The Last Stand  | キティ・プライド/シャドウキャット |                             |
| 2007 | アメリカン・クライム An American Crime               | シルヴィア・ライケンズ            |                             |
| 2007 | The Tracey Fragments                                 | トレイシー・バーコウィッツ        |                             |
| 2007 | JUNO/ジュノ Juno                                     | ジュノ・マクグフ                  |                             |
| 2007 | The Stone Angel                                      | アーリーン                        |                             |
| 2008 | 賢く生きる恋のレシピ Smart People                    | ヴァネッサ・ウェザーホールド      |                             |
| 2009 | ローラーガールズ・ダイアリー Whip It                 | ブリス・キャヴェンダー            |                             |
| 2009 | Vanishing of the Bees                                | ナレーター                        | 環境ドキュメンタリー        |
| 2010 | サイコ リバース Peacock                              | マギー                            |                             |
| 2010 | インセプション Inception                             | アリアドネ                        |                             |
| 2010 | スーパー! Super                                      | リビー/ボルティー                 |                             |
| 2012 | ローマでアモーレ To Rome with Love                   | モニカ                            |                             |
| 2013 | ザ・イースト The East                                | イジー                            |                             |
| 2013 | Touchy Feely                                         | ジェニー                          |                             |
| 2014 | X-MEN:フューチャー&パスト X-Men: Days of Future Past | キティ・プライド/シャドウキャット |                             |
| 2015 | ハンズ・オブ・ラヴ 手のひらの勇気 Freeheld           | ステイシー                        |                             |
| 2015 | スイッチ・オフ Into the Forest                       | ネル                              |                             |
| 2016 | タルーラ 〜彼女たちの事情〜 Tallulah                 | タルーラ                          | 兼製作総指揮                |
| 2016 | ウィンドウ・ホーセズ Window Horses                   | ケリー                            | 声の出演                    |
| 2016 | ぼくの名前はズッキーニ My Life as a Zucchini         | ロージー                          | 声の出演                    |
| 2017 | フラットライナーズ Flatliners                        | コートニー・ホームズ              |                             |
| 2017 | My Days of Mercy                                     | ルーシー                          |                             |
| 2017 | CURED キュアード The Cured                           | アビー                            | 兼製作                      |
| 2019 | There's Something in the Water                       | 本人                              | ドキュメンタリー 兼監督     |
| 2022 | Into My Name                                         | N/A                               | ドキュメンタリー 製作総指揮 |
| 2026 | The Odyssey                                          | TBA                               |                             |

#### テレビ映画
| 年   | 題名                         | 役名                     |
| ---- | ---------------------------- | ------------------------ |
| 1997 | Pit Pony                     | マギー・マクレーン       |
| 2003 | Ghost Cat                    | ナタリー・メリット       |
| 2003 | Homeless to Harvard          | 少女時代のリサ           |
| 2003 | 落ちていく女 Going for Broke | ジェニファー             |
| 2004 | I Downloaded a Ghost         | ステラ・ブラックストーン |

### 短編映画
| 年   | 題名            | 役名       |
| ---- | --------------- | ---------- |
| 2002 | The Wet Season  | ジョセリン |
| 2014 | Tiny Detectives | 探偵エレン |

### テレビシリーズ
| 年        | 題名                                        | 役名                                   | 備考                                                             |
| --------- | ------------------------------------------- | -------------------------------------- | ---------------------------------------------------------------- |
| 1999-2000 | Pit Pony                                    | マギー・マクレーン                     | 計29話出演                                                       |
| 2001-2002 | トレーラーパークボーイズ Trailer Park Boys  | トリーナ・レイヒー                     | 計5話出演                                                        |
| 2002      | Rideau Hall                                 | ヘレネ                                 | 第1話「Pilot」                                                   |
| 2004      | リ・ジェネシス バイオ犯罪捜査班 ReGenesis   | リリス・サンドストロム                 | 計8話出演 ジェミニ賞助演女優賞 (ドラマシリーズ部門)受賞          |
| 2009      | ザ・シンプソンズ The Simpsons               | アラスカ・ネブラスカ                   | 声の出演 第20シーズン第19話「Waverly Hills 9-0-2-1-D'oh」        |
| 2011      | Glenn Martin, DDS                           | Robot Assistant                        | 声の出演 第2シーズン第24話「Date with Destiny」                  |
| 2012      | ファミリー・ガイ Family Guy                 | リンジー                               | 声の出演 第10シーズン第13話「Tom Tucker: The Man and His Dream」 |
| 2013      | Out There                                   | Amber（声の出演）                      | 第10話「Ace's Wild」                                             |
| 2016-2017 | Gaycation                                   | 本人（番組ホスト）                     | ドキュメンタリー。兼製作総指揮                                   |
| 2019      | Tales of the City                           | Shawna Hawkins                         |                                                                  |
| 2019-2024 | アンブレラ・アカデミー The Umbrella Academy | ヴァーニャ(ヴィクター)・ハーグリーブス | Netflixオリジナル作品                                            |
| 2023      | Ark: The Animated Series                    | Victoria Walker                        | メイン、声の出演                                                 |

### コンピュータゲーム
| 年   | 題名              | 役名               | 備考                                   |
| ---- | ----------------- | ------------------ | -------------------------------------- |
| 2013 | BEYOND: Two Souls | ジョディ・ホームズ | 声、演技（モーションキャプチャ）の出演 |

## 主な受賞
- ジェミニ賞
  - 2003年度 Best Performance in a Childrens' or Youth Program or Series 『Mrs. Ashboro's Cat』
  - 2004年度 助演女優賞（ドラマシリーズ部門） 『リ・ジェネシス バイオ犯罪捜査班』
- セントラル・オハイオ映画批評家協会賞
  - 2007年度 主演女優賞 『JUNO/ジュノ』
- シカゴ映画批評家協会賞
  - 2007年度 主演女優賞 『JUNO/ジュノ』
- フロリダ映画批評家協会賞
  - 2007年度 主演女優賞 『JUNO/ジュノ』
- ゴッサム賞
  - 2007年度 ブレイクスルー賞 『JUNO/ジュノ』
- ハリウッド映画祭
  - 2007年度 ブレイクスルー女優賞
- インディペンデント・スピリット賞
  - 2007年度 主演女優賞 『JUNO/ジュノ』
- ラスベガス映画批評家協会賞
  - 2007年度 主演女優賞 『JUNO/ジュノ』
- MTVムービー・アワード
  - 2007年度 女優賞 『JUNO/ジュノ』
  - 2011年度 恐怖演技賞 『インセプション』
- フェニックス映画批評家協会賞
  - 2007年度 主演女優賞 『JUNO/ジュノ』
- サテライト賞
  - 2007年度 主演女優賞（コメディ・ミュージカル部門） 『JUNO/ジュノ』
- ティーン・チョイス・アワード
  - 2007年度 映画女優賞（コメディ部門） 『JUNO/ジュノ』
  - 2007年度 ブレイクスルー映画女優賞 『JUNO/ジュノ』
- バンクーバー映画批評家協会賞
  - 2007年度 カナダ主演女優賞 『The Tracey Fragments』
- サターン賞
  - 2022年度 サターン・ストリーミング助演俳優賞 『アンブレラ・アカデミー』

## 著書
『Pageboy エリオット・ペイジ自伝』　 (2025年4月4日)　DU BOOKS刊